# Paragranum
Il Paragranum è un'opera del medico e alchimista svizzero Paracelso, composta nel 1530. 

## Struttura e temi
Nel 1530 Paracelso presentò un testo di giustificazione sulle basi della sua medicina, il Paragranum, tra le sue opere maggiori. Questo testo è composto da una prefazione e da quattro libri, ciascuno dei quali è una colonna o pilastro su cui poggia la medicina: filosofia, astronomia, alchimia, virtù.

## I quattro pilastri della medicina paracelsiana

### Filosofia
In Paracelso i termini filosofia e astronomia hanno un significato particolare. La filosofia non è la conoscenza delle Autorità, questa conoscenza antica che è solo una dannosa schiuma sulla superficie delle cose, ma la comprensione diretta di una sola autorità, quella della natura:
“Cos’è la filosofia se non la natura invisibile? […] La natura è l'incarnazione della verità, e la filosofia è nell'uomo come è esterna, ma inafferrabile, è come chi si guarda allo specchio. Questa filosofia riguarda il dominio della terra e dell'acqua, il mondo del microcosmo inferiore

### Astronomia
Il secondo pilastro, l'astronomia, riguarda l'aria e il fuoco, il mondo del macrocosmo superiore, della stessa natura ed essenza del mondo inferiore, ma in forma duplicata. L'astronomia è una filosofia celeste e tutta la conoscenza è astrale. Paracelso suppone l'esistenza di operazioni segrete, misteri cosmici che esercitano un'influenza: l'influenza buona o cattiva del sole, le malattie del firmamento che si riverberano sulla terra.
“La terra è collegata al cielo, come il tuorlo è sospeso nell'albume dell'uovo. L'uno sostiene l'altro. Non cercare un'altra spiegazione”  .

### Alchimia
Una volta conosciute la filosofia e l'astronomia, resta da applicare questa conoscenza. L'alchimia è l'arte di completare o perfezionare cose che la natura ha lasciato incompiute o allo stato grezzo. “La medicina deve maturare come il sole matura le pere […] la medicina deve portare frutto come l'estate” . 
Gli speziali semplicemente fanno bollire tutto insieme per ottenere decotti dove tutto rimane mescolato. “Chi negherebbe che in ogni cosa buona ci sia anche del veleno? Lo sanno tutti. […] non dovremmo allora separare il veleno dal bene? ». Possiamo così correggere le piante e ricavarne rimedi efficaci e non tossici. “Spetta al medico che vuole imparare a sapere cosa sono la calcinazione e la sublimazione  ” .
L'alchimia, secondo Paracelso, agisce attraverso gli arcani astrali, la medicina non può nulla senza l'aiuto del cielo.

### Virtù
Il quarto libro parla della virtù. Questo testo è considerato dagli storici dell'etica medica uno dei più importanti del Rinascimento. Il vero medico deve avere come modello la pecora o l'agnello, che indossano la loro lana non per sé ma per gli altri. La sua scienza è al servizio dei malati, compresi i poveri, per amore del prossimo. I falsi dottori sono farisei, ipocriti e falsi profeti, che si comportano come lupi per amore del guadagno, approfittando dei malati con furti e saccheggi.
Il medico credente deve esercitare una missione apostolica: è attraverso la fede sincera che accede alla stessa verità, quella di Dio e quella della medicina. Il vero medico conserva la purezza e la modestia, non agisce con orgoglio ma con modestia, rimanendo umile davanti a Dio, perché è da Lui che dipendono in ultima analisi la vita e la morte.
Un buon medico deve seguire la convenienza o congruitas che consiste nell'applicare l'ordine e la legge della natura. Egli deve allenarsi molto presto per acquisire sufficiente esperienza e cultura, come l'albero che deve crescere prima di portare frutto. Allora il medico può esercitare la sua devozione di intermediario di Dio sopportando le lodi e le miserie della medicina: il medico deve continuare la sua opera convinto che Dio può compiere o contrastare le azioni del medico.

## Fortuna dell'opera
Il Paragranum, tra le opere più celebri di Paracelso, resta un importante contributo per l'alchimia e la medicina del XVI secolo, esercitando un certo fascino fino ad oggi.